# 8120 Kobe
8120 Kobe este un asteroid din centura principală de asteroizi.

## Descriere
8120 Kobe este un asteroid din centura principală de asteroizi. A fost descoperit pe 2 noiembrie 1997 la Yatsuka de Hiroshi Abe (astronom). El prezintă o orbită caracterizată de o semiaxă mare de 2,42 ua, o excentricitate de 0,19 și o înclinație de 2,6° în raport cu ecliptica.